# نادي فالور (آيسلندا)
نادي فالور لكرة القدم (بالإنجليزية: Knattspyrnufélagið Valur)‏ نادي كرة قدم أيسلندي يلعب في دوري الدرجة الممتازة. تم تأسيس النادي في سنة 1911.